# Ново (Щолковський міський округ)
Но́во (рос. Ново) — присілок у складі Щолковського міського округу Московської області, Росія.

## Населення
Населення — 267 осіб (2010; 261 у 2002).
Національний склад (станом на 2002 рік):
- росіяни — 93 %